# Dalen Terry
Dalen Lee Terry (ur. 12 lipca 2002 w Phoenix) – amerykański koszykarz, występujący na pozycjach rozgrywającego lub rzucającego obrońcy, obecnie zawodnik Chicago Bulls.

## Osiągnięcia
Stan na 5 lutego 2023, na podstawie, o ile nie zaznaczono inaczej.
NCAA
- Uczestnik rozgrywek Sweet 16 turnieju NCAA (2022)
- Mistrz:
  - turnieju konferencji Pac-12 (2022)
  - sezonu regularnego Pac-12 (2022)
- Zaliczony do:
  - I składu defensywnego Pac-12 (2022)
  - honorable mention All Pac-12 (2022)